# Брайт, Милли
Милли Брайт (англ. Millie Bright; род. 21 августа 1993, Честерфилд, Дербишир) — английская футболистка, выступающая на позиции защитника в футбольном клубе «Челси», а также в составе национальной сборной Англии. Участница чемпионата мира 2019, двух чемпионатов Европы и летних Олимпийских игр 2020. В составе «Челси» стала многократной победительницей чемпионата Англии, обладательницей нескольких кубков Англии и кубков лиги. Дважды входила в состав команды года по версии ПФА и в состав символической сборной мира по версии FIFPro.

## Достижения

### Клубные
Челси
- Победительница Чемпионата Англии (8): 2015[англ.], 2017/2018[англ.], 2019/2020, 2020/2021[9], 2021/2022, 2022/2023, 2023/2024, 2024/2025
- Обладательница Кубка Англии (6): 2014/2015[англ.], 2017/2018[англ.][9], 2020/2021[англ.], 2021/2022[англ.], 2022/2023[англ.], 2024/2025[англ.]
- Обладательница Кубка лиги[англ.] (3): 2019/2020[англ.], 2020/2021[англ.], 2024/2025[англ.]
- Обладательница Суперкубка Англии[англ.]: 2020[англ.][9]

### В составе сборной
Сборная Англии:
- Вице-чемпионка мира: 2023
- Чемпионка Европы: 2022
  - Полуфиналистка (3-4 место) чемпионата Европы: 2017
- Обладательница Arnold Clark Cup[англ.]: 2022[англ.][10]
- Серебряный призёр SheBelieves Cup: 2018[англ.]

### Личные
- Молодой игрок года в сборной Англии по версии Футбольной ассоциации (1): 2016[11]
- Входит в состав команды года по версии ПФА (2): 2017/2018[12], 2019/2020[13]
- Игрок месяца Английской суперлиги (1): декабрь 2019
- Входит в состав символической сборной мира по версии FIFPro (2): 2020[14], 2021[15]
- Лучший бомбардир Arnold Clark Cup[англ.] (1): 2022[англ.][10]
- Офицер ордена Британской империи (2023)[16]